# Gabriel Fortier
Gabriel Fortier (Lachine, Quebec, 6 de febrero de 2000) es un jugador profesional canadiense de hockey sobre hielo que se desempeña en la posición de extremo izquierdo en Tampa Bay Lightning, equipo de la National Hockey League (NHL).

## Carrera
Fue seleccionado en la segunda ronda en la NHL Entry Draft de 2018. En 2021 hizo su debut profesional con el equipo Tampa Bay Lightning, donde lleva jugando dos temporadas.